# Gruppo analisi e teoria musicale
Il Gruppo Analisi e Teoria Musicale (in acronimo GATM) è un'associazione costituita da studiosi generalmente italiani che si dedicano alla teoria e all'analisi della musica. Scopo dell'associazione è infatti la promozione e la divulgazione in Italia di nuove conoscenze analitiche e teoriche in campo musicale, mantenendo rapporti con tutti coloro che sono interessati all'argomento, e partecipando attivamente alla collaborazione con le altre società analoghe esistenti in Europa e fuori Europa, tramite pubblicazioni, seminari, convegni, tavole rotonde, ecc.
Il GATM ha sede legale presso il Dipartimento di musica e Spettacolo dell'Università di Bologna e il suo attuale presidente è Anna Maria Bordin.
L'associazione è stata creata nel 1989 dalle cinque società musicologiche più importanti d'Italia: la Società italiana di musicologia (SIdM), la Società italiana per l’educazione musicale (SIEM), la Società italiana di etnomusicologia (SIE), l'associazione italiana di informatica musicale (AIMI), il Ramo italiano dell'International Association for the Study of Popular Music (IASPM).
Nel 2002 il GATM si è trasformato in associazione a titolo individuale: ogni interessato può diventare membro dell'associazione e partecipare in prima persona all'organizzazione delle sue attività.

## Pubblicazioni
Il GATM pubblica periodicamente saggi, manuali, articoli e monografie. Presso la casa editrice LIM (Libreria Musicale Italiana, Lucca) il GATM pubblica due numeri annuali della Rivista di analisi e teoria musicale (RATM, diretta da Egidio Pozzi), rivista di Classe A. In rete è invece disponibile la rivista online Analitica (diretta da Antonio Grande). Dal dicembre del 2014 le pubblicazioni del GATM sono presenti sul RILM Répertoire International de Littérature Musicale.

### RATM
La Rivista di Analisi e Teoria Musicale (RATM) è un periodico peer reviewed del “Gruppo Analisi e Teoria Musicale” (GATM). Inizialmente (1994) è nata come Bollettino di Analisi e Teoria Musicale, alternando numeri a contenuto metodologico con altri di carattere specificamente bibliografico, sotto la direzione congiunta di Mario Baroni e Rossana Dalmonte (Autorizzazione del Tribunale di Bologna n. 6245 del 28/1/1994 - ISSN 1724-238X). Dal 2002 è diventata ufficialmente RATM. In seguito, nel 2012, la direzione è passata a Susanna Pasticci (Università di Cassino) e dal 2018 ad Antonio Grande. Dal 2024 il direttore è Egidio Pozzi e vicedirettore Marina Mezzina e Marco Targa.
La rivista, di taglio internazionale, esce con frequenza di due numeri l’anno e pubblica articoli in lingua italiana e inglese dedicati all'analisi di repertori e pratiche musicali di ogni periodo storico, stile e provenienza. I suoi interessi riguardano: i rapporti tra teoria ed estetica, le metodologie analitiche, la storia della teoria musicale, le interazioni tra analisi e performance, nonché i più diversi modelli interpretativi dell'esperienza musicale su base interdisciplinare. La Rivista, infine, promuove la pubblicazione di volumi monografici dedicati a questioni teoriche e metodologiche di particolare rilievo nel panorama internazionale.
La RATM è stata inclusa dall'ANVUR nell'elenco delle riviste di CLASSE A per l'Area 10 Scienze dell'antichità, filologico-letterarie e storico-artistiche. L'aggiornamento è stato pubblicato sul sito dell'ANVUR il 31 Ottobre 2018 ed è attivo da Luglio 2018. 

## Convegni italiani di analisi e teoria musicale
Il Gruppo di Analisi e Teoria Musicale, in collaborazione con rivista online Analitica, tiene ogni anno un Convegno Annuale di Analisi e Teoria Musicale. Dal 2006 il Convegno si tiene presso l'Istituto Superiore di Studi Musicali “G. Lettimi” di Rimini, in collaborazione con la Sagra Musicale Malatestiana e il Comune di Rimini. Il convegno propone tavole rotonde e sessioni di studio dedicate alla ricerca teorico-analitica e all'approfondimento sui diversi repertori della tradizione occidentale.

## Master in Analisi e Teoria Musicale (ATM)
Dall'Anno Accademico 2014-2015 il GATM e l'Università degli Studi della Calabria hanno organizzato un Master di I livello in Analisi e Teoria Musicale (ATM) - realizzato in collaborazione con la Fondazione Istituto Liszt Onlus (Bologna), l'Istituto Superiore di Studi Musicali “G. Lettimi” (Rimini), il Conservatorio Statale di Musica di Como, la Fondazione Isabella Scelsi di Roma, il Conservatorio Statale di Musica di Salerno, l'Università degli Studi di Cagliari, la Fondazione Antonio Manes e l'Università degli Studi di Roma La Sapienza - ha l'obiettivo di introdurre "lo storico e il musicologo, lo studente, l'interprete e il didatta ai diversi ambiti della ricerca musicologica di carattere teorico-analitico sviluppando specifiche conoscenze e abilità, fornendo gli strumenti necessari alla realizzazione di esperienze teorico-analitiche approfondite e attivando le competenze per l'elaborazione di testi e articoli qualificati". Il piano di studi del Master prevede 1500 ore di attività formativa e di studio individuale, che consentono l'acquisizione di 60 CFU.

## Gruppi di studio e Progetto di ricerca "Interpretazione e Analisi"
Tra le attività di ricerca promosse dal GATM, oltre alle pubblicazioni e ai convegni, è tradizionalmente presente la formazione di gruppi di studio che riuniscono studiosi che coltivano interessi comuni nel campo dell'analisi e della teoria musicale. Le riunioni sono finalizzate alla conoscenza di metodi analitici e di teorie musicali non ancora diffuse nella scuola italiana e alla ricerca di soluzioni originali a problemi tuttora aperti. I risultati sono resi noti nelle riviste specializzate in forma di articolo personale o di équipe, in relazioni a convegni, partecipazioni a tavole rotonde, pubblicazioni diverse. Tra i temi di ricerca sviluppati negli anni passati ricordiamo quelli riguardanti l'analisi schenkeriana, l'analisi e interpretazione, l'analisi del repertorio post-tonale, l'analisi nella ricerca etnomusicologica e l'analisi del repertorio pre-tonale.

## Convegni europei di analisi e teoria musicale
Il GATM partecipa attivamente ai convegni europei di analisi e teoria musicale, che si organizzano in varie città europee.